# Andrea Lauterbach

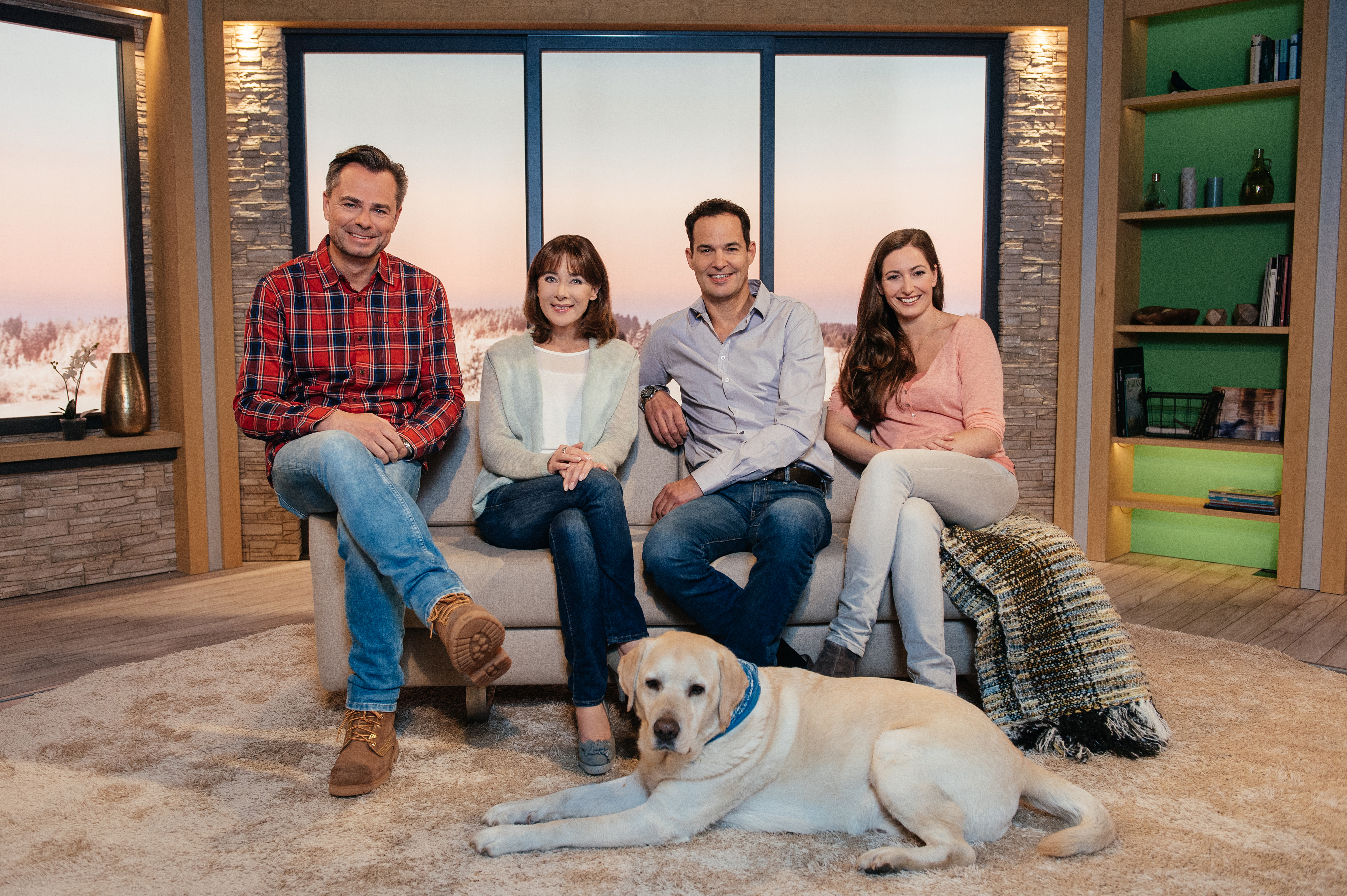
Andrea Lauterbach (rechts) mit ihren Kollegen von Wir in Bayern.

Andrea Lauterbach (* 7. September 1978 in Treuchtlingen als Andrea Feilen) ist eine deutsche Fernsehmoderatorin und Journalistin.

## Leben
Andrea Lauterbach besuchte die Senefelder-Schule in Treuchtlingen. Nach dem Abitur in Weißenburg studierte sie Biologie in Erlangen. Nach Forschungsaufenthalten in Australien, München und Kanada über die Anthropologie und Humangenetik der Inkas folgte ein Praktikum bei der Sendung Welt der Wunder und schließlich das Volontariat zur Fernsehjournalistin bei der Sendung. Zeitweise arbeitete sie bei RTL und besuchte die Hamburger Journalistenschule. Anschließend moderierte sie bis 2011 zwei Jahre lang das BR-Magazin ARD-Ratgeber Gesundheit. Im September 2012 war sie als „Covergirl“ auf dem Titel der Zeitschrift Brigitte zu sehen. Danach arbeitete Lauterbach mehr als Produzentin, Regisseurin und Drehbuchschreiberin. So drehte sie einen Werbespot für SOS-Kinderdorf Deutschland. Seit 2017 moderiert sie die BR-Fernsehsendung Wir in Bayern.
Die Moderatorin ist verheiratet und hat eine Tochter, die 2013 zur Welt kam. Sie lebt mit ihrer Familie im Umland von München. Zudem hat sie einen Bruder in Treuchtlingen.